# Medetera longitarsis
Medetera longitarsis är en tvåvingeart som beskrevs av Meijere 1916. Medetera longitarsis ingår i släktet Medetera och familjen styltflugor. Inga underarter finns listade i Catalogue of Life.